# Jason Edwin
Jason A. Edwin (* 24. Juni 1981 auf Saint Thomas) ist ein US-amerikanischer Basketballspieler von den Amerikanischen Jungferninseln. Nach dem Studium im Mutterland Vereinigte Staaten war Edwin als Profi zunächst drei Jahre in Deutschland für Schalke 04 und die Paderborn Baskets in der ersten und zweiten Bundesliga aktiv, bevor er später vor allem in Lateinamerika und auch in Asien spielte. Als Nationalspieler der Jungferninseln gewann Edwin mit der Herrenauswahl zwei Silbermedaillen bei den Centrobasket 2006 und 2008.

## Karriere
Edwin bekam 1997 als Schüler in Stipendium, um im Mutterland des Außengebiets einen High-School-Abschluss zu erwerben. Nach dem Abschluss in Warsaw (Illinois) begann er ein Studium an der Saint Louis University in der gleichnamigen Stadt im benachbarten Missouri, wo er ab dem Jahr 2000 für die Hochschulmannschaft Billikens damals in der Conference USA der NCAA Division I spielte. Nach zwei Jahren verließ er die Mannschaft, wofür als Grund Nachholbedarf bei seinen akademischen Leistungen angegeben wurden. Später setzte er sein Studium schließlich an der Kent State University in Ohio fort und spielte nach einem Jahr vorgeschriebener Wettkampfpause ab 2003 für die Hochschulmannschaft Golden Flashes in der Mid-American Conference der NCAA. Hier zählten unter anderem DeAndre Haynes und Nate Gerwig zu seinen Mannschaftskameraden, die später als Profis nach Edwin unter anderem auch bei den Paderborn Baskets spielen sollten. In den zwei Jahren mit Edwin konnten sich die Golden Flashes jeweils für das National Invitation Tournament in der „Postseason“ qualifizieren, bei dem man jedoch sieglos jeweils in der ersten Runde ausschied.
Nach dem Studienende 2005 bekam Edwin einen Vertrag in der deutschen 2. Basketball-Bundesliga Gruppe Nord bei Schalke 04 aus Gelsenkirchen. In der 2. Basketball-Bundesliga 2005/06 erzielte Edwin als Topscorer seiner Mannschaft 25 Punkte im Schnitt und die Mannschaft erreichte als Zehnter der Abschlusstabelle einen gesicherten Mittelfeldplatz. Obwohl er sich damit scheinbar für höhere Aufgaben empfohlen hatte, kehrte er für die 2. Basketball-Bundesliga 2006/07 noch einmal zu den Schalkern zurück, in der er als Spieler des Monats März 2007 ausgezeichnet wurde. Auf dem sechsten Platz erreichten die Schalker die beste Platzierung nach dem Wiederaufstieg in die zweite Liga und die Qualifikation für die neue ProA-Klasse in der im Folgenden hierarchisch statt geographisch geordneten zweiten Liga. Für die folgende Saison wechselte Edwin innerhalb Westfalens zu den digibu Baskets aus Paderborn, die 2006 in die höchste deutsche Spielklasse Basketball-Bundesliga aufgestiegen waren. Die Mannschaft konnte den elften Platz aus der Aufstiegssaison in der Basketball-Bundesliga 2007/08 bestätigen und erreichten 16 Siege in 34 Spielen. Edwin konnte individuell in der höheren Spielklasse nicht wie zuvor brillieren und erreichte durchschnittlich knapp sechs Punkte in ungefähr 20 Minuten Einsatzzeit pro Spiel, worauf er keinen neuen Vertrag mehr bekam.
Mit der Nationalmannschaft der Amerikanischen Jungferninseln erreichte Edwin bei seiner zweiten Teilnahme an den Basketball-Karibikmeisterschaften 2006 einen zweiten Platz hinter Gastgeber Jamaika und qualifizierte sich als Medaillengewinner für die im Anschluss stattfindende Centrobasket 2006, wo die Auswahl nach einem Kantersieg zum Auftakt gegen die Dominikanische Republik im Halbfinale überraschend den hohen Favoriten Puerto Rico mit einem Punkt Unterschied bezwingen konnte. Edwin war mit 27 Punkten Topscorer seiner Mannschaft in diesem Spiel und konnte den entscheidenden Wurf von hinter der Dreipunktelinie eine Sekunde vor Spielende zum Sieg verwandeln. Das Finalspiel verlor die vergleichsweise junge Auswahl gegen die erfahrenere Auswahl des Gastgebers Panama. Als Medaillengewinner der Centrobasket war man damit auch für die Panamerikanischen Spiele 2007, bei denen man einen achten Platz belegte, und die Amerikameisterschaft 2007 qualifiziert. Bei der Amerikameisterschaft in Las Vegas kassierte man zum Auftakt eine desaströse 59:123-Niederlage, bei der man das zweite Viertel sogar gewann, gegen das sogenannte „Redeem“-Team (deutsch Wiedergutmachung), wie die Auswahl des Gastgebers und Mutterlandes in Vorbereitung auf die Olympischen Spiele 2008 bezeichnet wurde. Pikanterweise war diese Bezeichnung darauf zurückzuführen, dass die US-amerikanische Auswahl drei Jahre zuvor bei den Olympischen Spielen 2004 mit dem auf den Amerikanischen Jungferninseln geborenen damaligen Mannschaftskapitän Tim Duncan, der nicht mehr in der US-amerikanischen Nationalmannschaft antrat, drei als schmachvoll empfundene Turnierniederlagen erlitten hatte und nur die Bronzemedaille gewonnen hatte. Bei den folgenden Spielen der Amerikameisterschaft 2007 konnte sich die Auswahl der Jungferninseln bei knappen Niederlagen teilweise rehabilitieren, blieb aber ohne Sieg und verpasste auf dem letzten und zehnten Platz eine Qualifikation für die Olympischen Spiele deutlich. Edwin gehörte mit 21 Punkten pro Spiel zu den besten drei durchschnittlichen Scorern des Turniers.
Auch bei der Centrobasket 2008 war Edwin wieder Topscorer der Auswahl der Amerikanischen Jungferninseln, die erneut das Finalspiel erreichte, das diesmal gegen Puerto Rico verloren wurde. Bei der Amerikameisterschaft 2009 blieb die Auswahl wiederum sieglos als Zehnter und letztplatzierte Mannschaft und verpasste die Qualifikation für eine globale Endrunde bei der WM-Endrunde 2010 erneut. Nach einem neunten Platz bei der Centrobasket 2010 konnte man sich erst mit einem Turniersieg bei den Karibikmeisterschaften 2011 für die Centrobasket 2012 qualifizieren, die nach einem einzelnen Sieg über Costa Rica auf dem siebten Platz nur unwesentlich erfolgreicher endeten. Nach seinem Engagement bei Vereinen in Deutschland war Edwin später als Profi noch in Syrien, Mexiko, Venezuela, Uruguay und zuletzt 2013 in Kolumbien aktiv. Sein elf Jahre jüngerer Bruder Deon beginnt im Jahr 2014 ebenfalls ein Studium an der Kent State, wo er auch für die Basketballmannschaft der Golden Flashes eingeplant ist, bei denen Jasons ehemaliger Mannschaftskamerad DeAndre Haynes mittlerweile Trainerassistent ist.